# Owen Wilson
Owen Cunningham Wilson (Dallas, 18 de novembro de 1968) é um ator, roteirista e produtor norte-americano
Foi indicado ao Oscar de melhor roteiro original, em coautoria com o diretor Wes Anderson, em 2002, por The Royal Tenenbaums e conhecido por suas atuações em comédias de sucesso. Em 2005 participou na versão para o cinema do conhecido seriado de televisão Starsky & Hutch.

## Biografia
Owen Wilson nasceu no dia 18 de novembro de 1968 em Dallas, Texas, Estados Unidos. Filho do executivo Robert Wilson e da fotógrafa Laura Cunningham Wilson, sua família é de Massachussetts e possui origem irlandesa. Owen Wilson tem dois irmãos e também atores como ele. O mais velho do trio é Andrew Wilson, e o mais novo é Luke Wilson. Nunca quis ser ator, mas escrever sempre foi sua paixão. Estudou no Instituto Militar do Novo México e na Universidade do Texas em Austin, onde conseguiu o título de bacharel em artes e conheceu Wes Anderson, um de seus grandes amigos com quem fez diversos trabalhos.

## Carreira

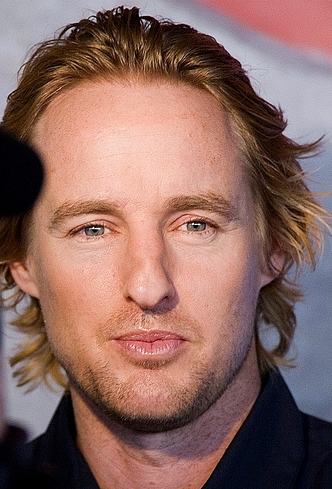
Wilson, em 2007, no Alamo Drafthouse.

Seu primeiro papel foi "Dignan", no filme Bottle Rocket, dirigido por Wes Anderson, e escrito em conjunto pelo mesmo e Wilson.
Rapidamente Wilson conseguiu papéis em filmes de grande orçamento, como The Cable Guy, dirigido por Ben Stiller. Após pequenas participações em filmes de ação como Anaconda, Armageddon e The Haunting, Wilson interpretou dois papéis dramáticos: um viciado em drogas em Permanent Midnight e um serial killer em The Minus Man.
Sua grande estreia na comédia foi em 2000, no filme Shanghai Noon, ao lado de Jackie Chan. O filme arrecadou 100 milhões de dólares no mundo inteiro. Sua fama continuou a crescer após fazer uma cômica dupla de modelos com Ben Stiller em Zoolander, (2001). Gene Hackman tomou conhecimento do desempenho de Wilson em Shanghai Noon e o indicou para atuar em Behind Enemy Lines, um filme de drama baseado na Guerra da Bósnia.
Também em 2001, esteve mais uma vez reunido com Wes Anderson em The Royal Tenenbaums. Os dois escreveram o roteiro do filme, que mais tarde fora indicado ao Oscar de Melhor Roteiro Original. O filme obteve um grande sucesso e foi bem recebido pela crítica. Com um elenco de estrelas, incluindo Ben Stiller, Bill Murray, Anjelica Huston, Gwyneth Paltrow, Danny Glover, Seymour Cassel e seu irmão Luke Wilson, Owen interpreta um viciado em drogas que se torna um famoso escritor de romances.
Dando sequência a sua carreira, em 2002 Wilson estreou em I Spy ao lado de Eddie Murphy, porém fracassou nas bilheterias. Em 2003 voltou a atuar com Chan, na sequencia de Shanghai Noon, Shanghai Knights. Em 2004, em Starsky & Hutch, mais uma vez fez parceria com Ben Stiller. O filme era um remake da série televisiva de mesmo nome da década de 1970. Naquele mesmo ano, Wes Anderson o chamou para, mais uma vez juntos, escrever o roteiro do filme The Life Aquatic with Steve Zissou, porem, devido à sua agenda lotada, Wilson não foi capaz de fazer uma novo trabalho com Anderson. Mesmo assim, Owen interpretou um dos papéis principais do filme.
A partir de 2005, Wilson começa a filmar suas performances mais memoráveis. Em Wedding Crashers, ao lado de Vince Vaughn, contracenou John Beckwith, um penetra que invade festas para conhecer mulheres. O filme arrecadou mais de 285 milhões de dólares no mundo inteiro, e venceu três das quatro categorias a que foi indicado no MTV Movie Awards 2006. Também em 2005 Wilson apareceu no filme The Wendell Baker Story, escrito e produzido por seus irmãos, Andrew e Luke Wilson. Em 2006 uma nova experiência foi incluída a seu currículo: dublou a voz de Lightning McQueen, personagem principal do filme Cars, uma animação da Disney. Também estrelou You, Me and Dupree, como um sem-teto intrometido.
No mesmo ano, Mais uma vez estreou ao lado de seu amigo de longa data, Ben Stiller, em Night at the Museum, como o minúsculo cowboy Jedediah. Esse é um dois nove filmes que os dois contracenam juntos. Os dois também estiveram no piloto de um programa de televisão chamado Heat Vision and Jack, dirigido por Stiller. Mais tarde, em 2009, os dois voltam novamente aos estúdios para filmar a sequência de Night at the Museum.
Wilson apareceu em outro filme de Wes Anderson, The Darjeeling Limited, que foi exibido na 45º Festival de Cinema de Nova Iorque e no Festival de Veneza, coestrelado por Jason Schwartzman e Adrien Brody. Em 2008, Wilson pediu umas aulas de golpes ao seu amigo Jackie Chan e atuou Drillbit Taylor em Drillbit Taylor. No mesmo ano, ele interpretou John Grogan em uma adaptação cinematográfica do famoso best-seller Marley & Me (2008), coestrelado por Jennifer Aniston. Em 2009 dublou o treinador Skip, na versão de Wes Anderson de Fantastic Mr. Fox e gravou Night at the Museum: Battle of the Smithsonian.Em 2010, dublou Marmaduke de Marmaduke (filme). No mesmo ano fez Kevin Rawley Little Fockers. Em 2011, Interpretou Rick em Hall Pass, dublou Reggie em Turkeys e dublou o Relâmpago McQueen em Cars 2.

## Frat Pack
O grande sucesso de filmes de comédia estrelados por Wilson levaram a mídia a considerá-lo parte do grupo Frat Pack, junto com outros atores de comédia, como Vince Vaughn, Luke Wilson, Jack Black, Ben Stiller e Will Ferrell. Ele foi o primeiro integrante do grupo a receber uma indicação ao Oscar.

## Vida pessoal
Em 26 de agosto de 2007 o ator foi encontrado, pelo seu irmão, no solo de sua casa, em Santa Mônica (Califórnia), com os pulsos cortados, com pouca profundidade, e levado para um hospital de Los Angeles. Segundo fontes policiais, tinha ingerido heroína e um derivado da metanfetamina com sedativos. Outras fontes especulam que a tentativa de suicídio teria sido causada pelo fim do namoro com a atriz Kate Hudson, o casal chegou a voltar, mas se separou novamente. Em 4 de outubro de 2007, Wilson fez sua primeira aparição pública desde o incidente na premiere de The Darjeeling Limited. Wilson não fala publicamente sobre a tentativa de suicídio.
Em 7 de janeiro de 2011, com 42 anos, Owen se torna pai pela primeira vez. Sua namorada, Jade Buell, deu à luz um menino, Robert Ford, no Havaí. O relacionamento entre Wilson e Jade durou até junho de 2011. Em janeiro de 2014, Caroline Lindqvist deu à luz o segundo filho de Wilson, Finn Lyndqvist Wilson.. Wilson teve um relacionamento de 5 anos com Varunie, marcado por várias idas e vindas. Eles já estavam separados quando ela descobriu a gravidez. Inicialmente, o ator negou a paternidade e só assumiu a filha após passar por um exame de DNA - realizado após o nascimento do bebê em outubro de 2018.

## Filmografia
| Ano  | Filme                                          | Papel                  | Notas                         |
| ---- | ---------------------------------------------- | ---------------------- | ----------------------------- |
| 1996 | Bottle Rocket                                  | Dignan                 | Produtor executivo/Roteirista |
| 1996 | The Cable Guy                                  | Ray                    |                               |
| 1997 | Anaconda                                       | Gary Dixon             |                               |
| 1998 | Armageddon                                     | Oscar                  |                               |
| 1998 | Rushmore                                       | Edward Appleby         | Produtor executivo/Roteirista |
| 1998 | Permanent Midnight                             | Nicky                  |                               |
| 1999 | Heat Vision and Jack                           | Heat Vision            | Voz                           |
| 1999 | The Haunting                                   | Luke Sanderson         |                               |
| 1999 | Breakfast of Champions                         | Monte Rapid            |                               |
| 1999 | The Minus Man                                  | Vann Siegert           |                               |
| 2000 | Meet the Parents                               | Kevin Rawley           |                               |
| 2000 | Shanghai Noon                                  | Roy O'Bannon           |                               |
| 2001 | Behind Enemy Lines                             | Tenente Chris Burnett  |                               |
| 2001 | The Royal Tenenbaums                           | Eli Cash               | Produtor executivo/Roteirista |
| 2001 | Zoolander                                      | Hansel McDonald        |                               |
| 2002 | I Spy                                          | Alex Scott             |                               |
| 2003 | Shanghai Knights                               | Roy O'Bannon           |                               |
| 2003 | Yeah Right!                                    | Ele mesmo              | Participação especial         |
| 2004 | The Life Aquatic with Steve Zissou             | Ned Plimpton           |                               |
| 2004 | Meet the Fockers                               | Kevin Rawley           | Participação especial         |
| 2004 | Around the World in 80 Days                    | Wilbur Wright          | Participação especial         |
| 2004 | Starsky & Hutch                                | Ken Hutchinson         |                               |
| 2004 | The Big Bounce                                 | Jack Ryan              |                               |
| 2005 | The Wendell Baker Story                        | Neil King              |                               |
| 2005 | Wedding Crashers                               | John Beckwith          |                               |
| 2006 | Night at the Museum                            | Jedediah Smith         |                               |
| 2006 | You, Me and Dupree                             | Randolph Dupree        | Produtor                      |
| 2006 | Cars                                           | Lightning McQueen      | Voz                           |
| 2007 | The Darjeeling Limited                         | Francis Whitman        |                               |
| 2008 | Drillbit Taylor                                | Drillbit Taylor        |                               |
| 2008 | Marley & Me                                    | John Grogan            |                               |
| 2009 | Night at the Museum: Battle of the Smithsonian | Jedediah Smith         |                               |
| 2009 | Fantastic Mr. Fox                              | Coach Skip             | Voz                           |
| 2010 | Marmaduke                                      | Marmaduke              | Voz                           |
| 2010 | How Do You Know                                | Matty                  |                               |
| 2010 | Little Fockers                                 | Kevin Rawley           |                               |
| 2012 | The Love of Cups                               | Frederick Joah Newling |                               |
| 2012 | Meia-noite em Paris                            | Gil                    |                               |
| 2012 | Cars 2                                         | Lightning McQueen      | Voz                           |
| 2012 | Hall Pass                                      | Rick                   |                               |
| 2013 | Os Estagiários                                 | Nick Campbell          |                               |
| 2013 | Free Birds                                     | Reggie                 | Voz                           |
| 2014 | The Grand Budapest Hotel                       | Monsieur Chuck         |                               |
| 2014 | Night at the Museum: Secret of the Tomb        | Jedediah Smith         |                               |
| 2014 | Are You Here                                   | Steve Dallas           |                               |
| 2014 | Inherent Vice                                  | Coy Harlingen          |                               |
| 2015 | No Escape (Horas de desespero)                 | Jack Dwyer             |                               |
| 2016 | Zoolander 2                                    | Hansel McDonald        |                               |
| 2016 | Masterminds (Gênios do Crime)                  | Steve Chambers         |                               |
| 2016 | Untitled Larry Charles Comedy                  | -                      |                               |
| 2016 | Wonder (Extraordinário)                        | -                      |                               |
| 2017 | Cars 3                                         | Lightning McQueen      | Voz                           |
| 2017 | Bastards                                       | Kyle                   |                               |
| 2021 | Loki                                           | Mobius M. Mobius       |                               |
| 2022 | Secret Headquarters                            |                        |                               |
| 2022 | Marry Me                                       | Charlie Gilbert        |                               |
| 2023 | Haunted Mansion                                | Kent                   |                               |